# وونساکیت (داکوتای جنوبی)
وونساکیت(به انگلیسی: Woonsocket) شهری در ایالت داکوتای جنوبی کشور ایالات متحده آمریکا است که جمعیت آن در سرشماری سال ۲۰۱۰ میلادی، ۶۵۵ نفر بوده‌است.